# Vertice di Londra del 2025
Il vertice di Londra del 2025, ufficialmente intitolato Securing Our Future London Summit, è stato un incontro di leader internazionali tenutosi a Londra il 2 marzo 2025, convocato dal primo ministro britannico Keir Starmer per redigere un piano di pace per l'invasione russa dell'Ucraina da consegnare agli Stati Uniti.

## Antefatti

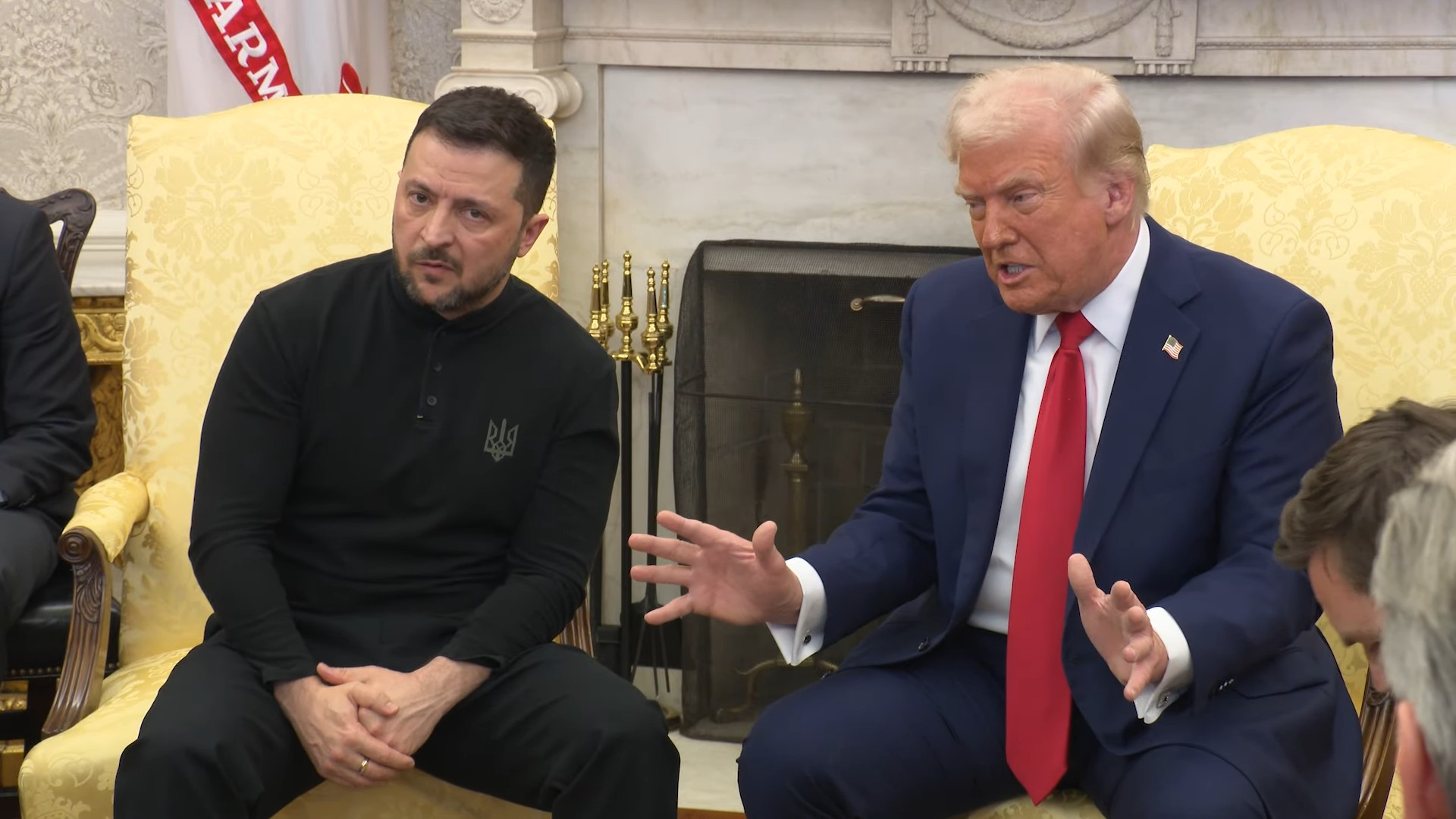
Fotografia scattata durante l'incontro tra Trump e Zelens'kyj, nel momento in cui la discussione ha iniziato a farsi più accesa

Precedentemente al vertice, il presidente ucraino Volodymyr Zelens'kyj si era recato a Washington per discutere con il presidente statunitense Donald Trump le condizioni della crisi russo-ucraina e per firmare dei trattati riguardanti il commercio di terre rare presenti sul suolo ucraino. Tuttavia l'inasprirsi della discussione ha fatto terminare l'incontro in modo brusco e senza nessun risultato, tanto da essere definito in Europa un "disastro diplomatico". In seguito all'incontro gli Stati Uniti diminuirono gli aiuti militari e di intelligence a Kiev e questa divisione tra i paesi dell'Occidente spinse il primo ministro inglese Keir Starmer a richiedere un vertice diplomatico per affrontare la questione ucraina e preparare un piano per la pace.

## Partecipanti
| Paese/Organizzazione | Nome Rappresentante                  | Titolo                                                                  |
| -------------------- | ------------------------------------ | ----------------------------------------------------------------------- |
| NATO                 | Mark Rutte                           | Segretario generale                                                     |
| Canada               | Justin Trudeau                       | Primo ministro                                                          |
| Rep. Ceca            | Petr Pavel                           | Presidente della Repubblica Ceca                                        |
| Danimarca            | Mette Frederiksen                    | Ministro di Stato                                                       |
| Finlandia            | Alexander Stubb                      | Presidente della Repubblica                                             |
| Francia              | Emmanuel Macron                      | Presidente della Repubblica                                             |
| Germania             | Olaf Scholz                          | Cancelliere                                                             |
| Italia               | Giorgia Meloni                       | Presidente del Consiglio dei ministri                                   |
| Paesi Bassi          | Dick Schoof                          | Ministro-presidente                                                     |
| Norvegia             | Jonas Gahr Støre                     | Ministro di Stato                                                       |
| Polonia              | Donald Tusk                          | Primo ministro                                                          |
| Regno Unito          | Keir Starmer                         | Primo ministro                                                          |
| Romania              | Ilie Bolojan                         | Presidente della Romania                                                |
| Spagna               | Pedro Sánchez                        | Presidente del Governo                                                  |
| Svezia               | Ulf Kristersson                      | Ministro di Stato                                                       |
| Turchia              | Hakan Fidan                          | Ministro degli esteri                                                   |
| Ucraina              | Volodymyr Zelenskyy                  | Presidente dell'Ucraina                                                 |
| Unione europea       | António Costa e Ursula von der Leyen | Presidente del Consiglio europeo e Presidente della Commissione europea |

## Obiettivo

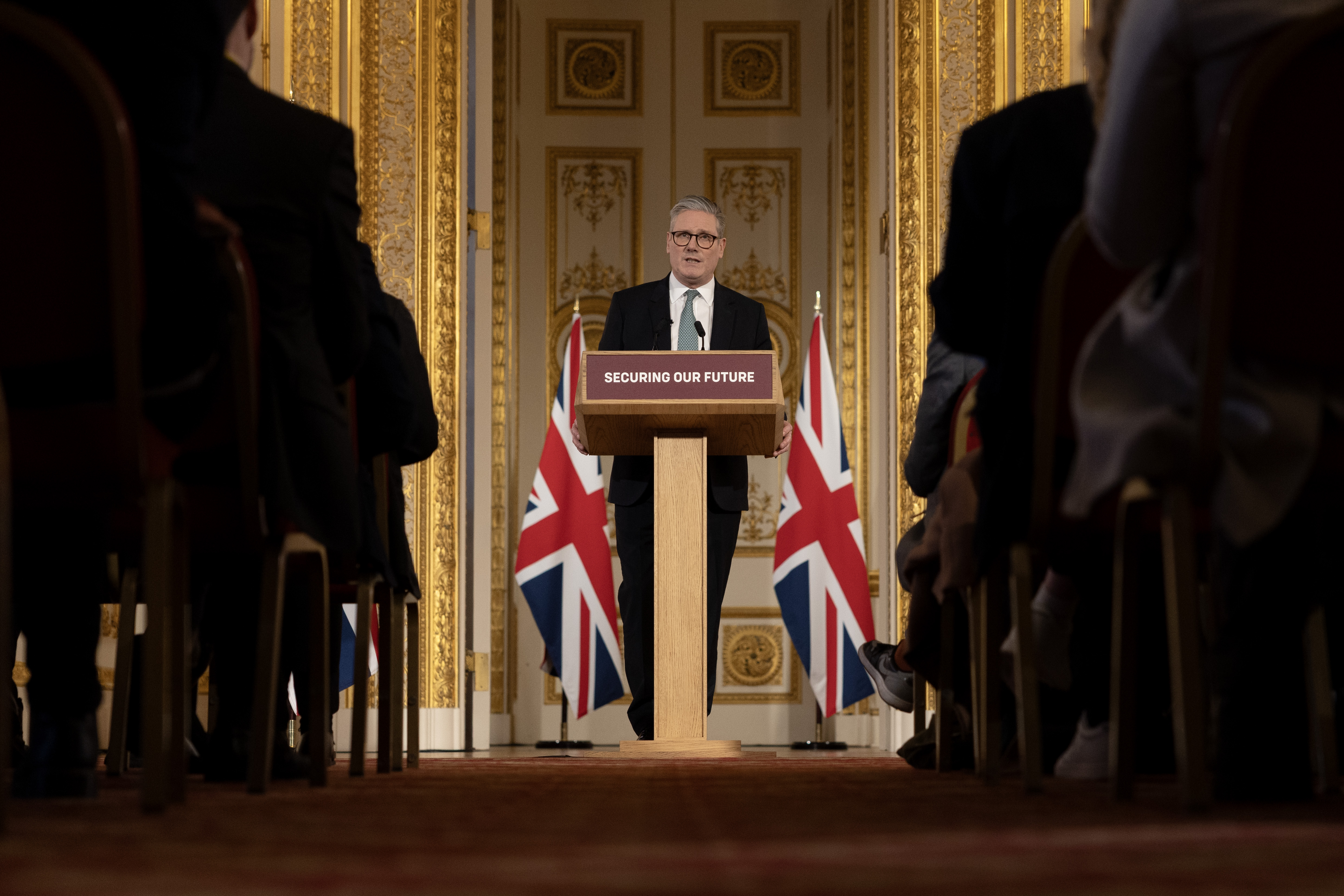
Il primo ministro inglese Keir Starmer apre l'incontro

L'obiettivo dell'incontro era quello di creare una coalizione in Europa che fosse in grado di presentare agli Stati Uniti un piano di pace per l'Ucraina, con l'intento dichiarato  di facilitare i tentativi di negoziazione di pace avviati e mediati dagli Stati Uniti tra l'Ucraina e la Russia nel febbraio 2025. Si volevano quindi costruire garanzie di sicurezza sufficientemente forti per l'Ucraina per assicurare che un eventuale cessate il fuoco o un accordo di pace raggiunto sia duraturo. Oltre a svolgere il ruolo di costituire una potenziale forza di pace, la coalizione ha anche espresso la disponibilità ad aumentare il sostegno militare all'Ucraina e a rafforzare le sanzioni economiche contro la Russia, nel caso in cui i negoziati in corso dovessero fallire. Al 20 marzo 2025, l'esatta forma e funzione della coalizione è stata descritta come ancora soggetta alla pianificazione in corso, ma è entrata in una “fase operativa”.

## Esito
Nella conferenza stampa che ha seguito il vertice di Londra, Starmer ha delineato quattro obiettivi che i paesi partecipanti si sono posti:
1. Impegno a mantenere il flusso di aiuti militari all'Ucraina, aumentando al contempo la pressione economica sulla Russia attraverso sanzioni e altre misure
2. Impegno a garantire che qualsiasi accordo di pace duraturo deve garantire la sovranità e la sicurezza dell'Ucraina, con la presenza dell'Ucraina a tutti i negoziati di pace
3. Impegno a potenziare le capacità militari difensive dell'Ucraina in seguito a qualsiasi accordo di pace, per scoraggiare potenziali invasioni future
4. Sviluppo di una "coalizione dei volenterosi" composta da più nazioni pronte a difendere i termini di qualsiasi accordo di pace e a garantire la sicurezza dell'Ucraina[1][7].

Oltre a ciò si sono raggiunti altri risultati. Starmer, ad esempio, ha annunciato di aver impegnato impegnato 1,6 miliardi di sterline in finanziamenti per l'acquisto di oltre 5.000 missili di difesa aerea per l'Ucraina. I missili saranno fabbricati a Belfast, nell'Irlanda del Nord. Egli ha inoltre sottolineato che le nazioni europee dovranno assumersi la responsabilità primaria dell'iniziativa e "fare il lavoro pesante" e che l'accordo richiederà il sostegno degli Stati Uniti e il coinvolgimento della Russia. Ha indicato che il Regno Unito sosterrà i suoi impegni di sicurezza con "stivali a terra e aerei in volo", riguardo alla possibilità di una presenza militare diretta del Regno Unito e dell'Unione Europea in Ucraina per portare avanti un'operazione di pace. La Presidente della Commissione europea Ursula von der Leyen ha sottolineato "l'urgente necessità di riarmare l'Europa" per sostenere tali garanzie di sicurezza dopo "un lungo periodo di sottoinvestimento" e ha suggerito che l'Unione Europea potrebbe dover allentare le proprie regole fiscali in materia di debito nazionale per facilitare l'aumento della spesa per la difesa da parte degli Stati membri. Il 4 marzo 2025, Von der Leyen ha annunciato il piano "ReArm Europe" riguardante gli investimenti per la difesa dell'UE da 800 miliardi di euro.